# REWE Group
REWE Group er en virksomhed grundlagt i 1927 med aktiviteter inden for detailhandel og turisme baseret i Tyskland. Virksomheden har en omsætning på omkring 43,5 milliarder euro i 14 europæiske lande og har over 270.000 ansatte i forskellige afdelinger.
REWE har en særlig underdivision i Østrig kalder REWE Group Austria, som varetager de østrigske interesser.

## Afdelinger
REWE Group har aktiviteter inden for både handel og turisme i en række delvirksomheder.
- Handel
  - REWE – En supermarkedskæde i Tyskland med 3.000 butikker.
  - Billa – En supermarkedskæde med mere end 1.000 butikker i Østrig (er markedsleder inden for østrigsk kolonialvarehandel) og 400 butikker i 9 andre europæiske lande.
  - extra – En supermarkedskæde i Tyskland med 300 butikker.
  - Penny Market –  En discountsupermarkedskæde med 3.000 butikker i Tyskland, Østrig, Italien, Rumænien, Ungarn og Tjekkiet.
  - Penny Market XXL – En discountstorcenterkæde Rumænien.
  - Fegro/Selgros – En cash and carry-butikskæde ført som en joint venture med Otto Group i Tyskland, Rumænien og Polen.

Samt flere andre mindre butikskæder primært i Tyskland
- Tourisme
  - ADAC Reisen [3]

## Salg i 2006
Nedenstående tabel viser en oversigt over salg fordelt på lande i 2006 af alle REWE Groups butikker.
| Land      | Antal butikker | Salg (millioner) |
| --------- | -------------- | ---------------- |
| Tyskland  | 8.939          | €31.220          |
| Østrig    | 1.901          | €4.618           |
| Italien   | 337            | €1.736           |
| Frankrig  | -              | €1.140           |
| Rumænien  | 65             | €1.050           |
| Schweiz   | 22             | €904             |
| Tjekkiet  | 245            | €844             |
| Polen     | 33             | €679             |
| Ungarn    | 158            | €443             |
| Slovakiet | 87             | €274             |
| Kroatien  | 50             | €215             |
| Bulgarien | 22             | €138             |
| Rusland   | 21             | €128             |
| Ukraine   | 9              | €68              |